# Dariusz Wdowczyk
Dariusz Wdowczyk (Warschau, 25 september 1962) is een voormalig betaald voetballer uit Polen, die zijn loopbaan beëindigde in 1998 bij Polonia Warschau. Hij speelde als verdediger en stapte na zijn actieve carrière het trainersvak in.

## Clubcarrière
Na negen seizoenen in Polen te hebben gespeeld bij Gwardia Warschau en Legia Warschau verkaste Wdowczyk in 1990 naar Celtic. Daar speelde hij vier seizoenen (1990-1994), waarna hij vertrok hij naar Engeland, waar hij vier jaar speelde voor Reading FC.

## Interlandcarrière
Wdowczyk speelde 53 interlands voor de Poolse nationale ploeg, waarin hij twee keer scoorde. Hij maakte zijn debuut op 12 september 1984 in en tegen Finland (0-2). Wdowczyk ontbrak in de Poolse selectie, die twee jaar later deelnam aan de WK-eindronde 1986 in Mexico. Hij droeg zes keer de aanvoerdersband en speelde zijn laatste interland op 19 mei 1992 in Salzburg tegen Oostenrijk (2-4).
| Interlanddoelpunten | Interlanddoelpunten | Interlanddoelpunten | Interlanddoelpunten | Interlanddoelpunten | Interlanddoelpunten | Interlanddoelpunten | Interlanddoelpunten |
| #                   | Datum               | Locatie             | Wedstrijd           | Goal(s)             | Score               | Uitslag             | Wedstrijd           |
| ------------------- | ------------------- | ------------------- | ------------------- | ------------------- | ------------------- | ------------------- | ------------------- |
| 1                   | 02/05/1989          | Oslo                | Noorwegen – Polen   | 80'                 | 0 – 3               | 0 – 3               | Oefenduel           |
| 2                   | 23/08/1989          | Lubin               | Polen – Sovjet-Unie | 60'                 | 1 – 1               | 1 – 1               | Oefenduel           |

## Trainerscarrière
Als trainer-coach was Wdowczyk succesvol bij Polonia Warschau (1998-2000) en Legia Warschau (2005-2007). Hij won tweemaal de Poolse landstitel, en tweemaal de Poolse bekercompetitie. Op 28 maart 2008 werd Wdowczyk gearresteerd in zijn woning in Warschau wegens mogelijke betrokkenheid bij een corruptieschandaal rond de club Korona Kielce. Wdowczyk was daar trainer tussen 2002 en 2004. Zijn toenmalige assistent zou wedstrijdresultaten beïnvloed hebben.

## Erelijst

### Speler
Legia Warschau
- Pools bekerwinnaar

1989, 1990
- Poolse Supercup

1990

### Trainer-coach
Polonia Warschau
- Pools landskampioen

2000
- Pools bekerwinnaar

2000
- Poolse Supercup

2000
 Legia Warschau
- Pools landskampioen

2006